# Christiane Schlosser
Christiane Schlosser (* 1960 in Viernheim) ist eine deutsche Bildende Künstlerin. Sie ist eine Vertreterin der Abstrakten Malerei und Zeichnung.

## Leben
Christiane Schlosser studierte von 1980 bis '82 Malerei an der Hochschule für bildende Künste Hamburg bei Gustav Kluge, anschließend bis 1986 bei Georg Baselitz an der Hochschule für Bildende Künste in Berlin. Sie erhielt ein Kunststipendium im Künstlerhaus Edenkoben  vom Land Rheinland-Pfalz und 1990 bis 1991 ein Stipendium für Bildende Kunst von der Stiftung Akademie Schloss Solitude in Stuttgart; 2006 und 2007 war sie Stipendiatin des Künstlerhauses Schloss Balmoral in Bad Ems, wo sie auch ausstellte. 2011 verbrachte sie als Stipendiatin der privaten Kulturstiftung Bartels Fondation in Basel auf Einladung des Stiftungsrates acht Monate in der Schweiz.
Von 1994 bis '96 war sie  Lehrbeauftragte für Malerei an der Fachhochschule für Gestaltung in Pforzheim; 2009/10 unterrichtete sie Zeichnen an der Hochschule für Künste Bremen.
Christiane Schlosser lebt und arbeitet in Berlin.

## Werk
Christiane Schlosser arbeitet auf Leinwand, Papier und auf Wänden, mit dem Pinsel oder dem Zeichenstift. Die meist großformatigen Bilder entstehen als eine Art Schrift, die von Bild zu Bild fortgeschrieben wird. Sie malt in zwei, maximal drei Farben. Manchmal sind die Bilder Ton in Ton gehalten. Die einfarbige Fläche überzieht sie mit Linien oder Liniengeflechten. Sie arbeitet mit Auslassungen, Unterbrechungen der Linie, die als kleine Vierecke, Strichelchen oder ‚Apostrophe'sichtbar werden.
Ihre Werke, Malerei sowie Zeichnung, gehören zu den Sammlungen Kunstraum Alexander Bürkle, der Deutschen Bank, des Museums Pfalzgalerie Kaiserslautern, des Ministeriums für Bildung, Wissenschaft, Weiterbildung und Kultur Mainz, der städtischen Kunsthalle Mannheim, der Artothek des Neuen Berliner Kunstverein Berlin, des Kupferstichkabinetts Berlin und der Graphischen Sammlung des Städel Museums in Frankfurt am Main.

## Preise
1994: Daniel-Henry-Kahnweiler-Preis

## Ausstellungen- und Beteiligungen (Auswahl)
- 1989: Künstlerhaus Edenkoben
- 1991: Akademie Schloss Solitude, Stuttgart
- 1994: Scharpf Galerie des Wilhelm Hack Museums, Ludwigshafen
- 1995: cinq&fünf, FRAC, Dijon
- 1996: Galerie Kasten, Mannheim
- 1997: Städtische Kunsthalle, Mannheim
- 1998: Vorsicht Farbe, Badischer Kunstverein, Karlsruhe
- 1998: Zentrum für interdisziplinäre Forschung, Bielefeld
- 2001: Kunstverein Niebüll im Richard-Haizmann-Museum, Niebüll
- 2001: Hundert Jahre Handzeichnung, Galerei Pels Leusden, Berlin
- 2002: Galerie Rudolf Springer, Berlin
- 2005: Galerie Kondeyne, Berlin
- 2006: Künstlerhaus Schloss Balmoral, Bad Ems
- 2008: Gegenstandslos, Gesellschaft für Kunst und Gestaltung, Bonn
- 2009: fully booked, Hotel Beethoven, Bonn
- 2010: Berlin drawings, Devening Projects, Chicago
- 2010: Zeichnung, Galerie Linda Treiber, Ettenheimmünster
- 2011: Zeichnung x 5, Kunstverein Reutlingen
- 2012: 5.biennale der zeichnung, Kunstverein Eislingen
- 2012: horizontal, Gesellschaft für Kunst und Gestaltung, Bonn
- 2013: drawing the line, Galerie Kim Behm, Frankfurt
- 2014: Lieber Künstler zeichne mir!, Semjon Contemporary, Berlin
- 2015: weißes Rauschen, Galerie Kim Behm, Frankfurt
- 2016: Deltabeben, Kunsthalle Mannheim
- 2017: Lücke, Galerie Kim Behm, Frankfurt
- 2017: Galerie Linda Treiber, Ettenheimmünster
- 2018: (fast) nichts, Galerie Kim Behm, Frankfurt
- 2018: Galerie Inga Kondeyne, Berlin
- 2018: Auf der ganzen Linie!, Kunstraum Alexander Bürkle, Freiburg